# British Physical Laboratories Group
British Physical Laboratories Group (BPL) è una società indiana di elettronica. Commercia in elettronica di consumo (come frigoriferi e lavastoviglie) e reti di telefonia mobile.

## Storia
L'azienda viene fondata nel 1963. Il nome richiama alle precedenti esperienze, in Inghilterra e negli Stati Uniti, del fondatore dell'azienda, Nambiar; per questo motivo l'azienda crebbe rapidamente, in quanto la qualità del prodotto era superiore rispetto alle società concorrenti, sul territorio indiano. 
Crebbe ulteriormente in importanza quando lo stato indiano commissiono alla BPL numerose opere e lavori pubblici.
Dal 1980, l'azienda si occupa anche di televisioni e apparecchiature elettroniche; negli anni 90, dopo la globalizzazione e le liberazioni nell'economia indiana, i guadagni dell'azienda aumentarono vertiginosamente, diventando la maggiore azienda indiana di elettronica.
Attualmente il presidente è Ajit G Nambiar. La sede è a Mumbai, India.